# Víctor Moya
Víctor Rafael Moya (né le 24 octobre 1982 à Santiago de Cuba) est un spécialiste du saut en hauteur cubain. Il mesure 1,96 m pour 80 kg. Il détient, avec 2,35 m, réalisé une première fois en 2005, une des meilleures mesures de sa spécialité.

## Carrière
En 2011, il franchit 2,28 m à Barquisimeto lors des ALBA Games (en), ce qui lui permet de réaliser le minima B pour les Jeux olympiques de Londres.

## Palmarès
| Date | Compétition                           | Lieu           | Résultat | Marque |
| ---- | ------------------------------------- | -------------- | -------- | ------ |
| 2005 | Champ. d'Am. centrale et des Caraïbes | Nassau         | 1er      | 2,26 m |
| 2005 | Championnats du monde                 | Helsinki       | 2e       | 2,29 m |
| 2006 | Championnats du monde en salle        | Moscou         | 4e       | 2,30 m |
| 2007 | Jeux panaméricains                    | Rio de Janeiro | 1er      | 2,30 m |
| 2007 | Championnats du monde                 | Osaka          | 5e       | 2,30 m |
| 2008 | Championnats du monde en salle        | Valence        | 5e       | 2,27 m |
| 2008 | Champ. d'Am. centrale et des Caraïbes | Cali           | 1er      | 2,25 m |
| 2011 | Championnats du monde                 | Daegu          | qual.    | 2,21 m |
| 2011 | Jeux panaméricains                    | Guadalajara    | 3e       | 2,26 m |
| 2012 | Jeux olympiques                       | Londres        | qual.    | 2,21 m |

## Records personnels
| Épreuve         | Épreuve      | Performance | Lieu     | Date              |
| --------------- | ------------ | ----------- | -------- | ----------------- |
| Saut en hauteur | En plein air | 2,35 m      | Monaco   | 10 septembre 2005 |
| Saut en hauteur | En salle     | 2,31 m      | Arnstadt | 3 février 2007    |